# Archiwum Wschodnie

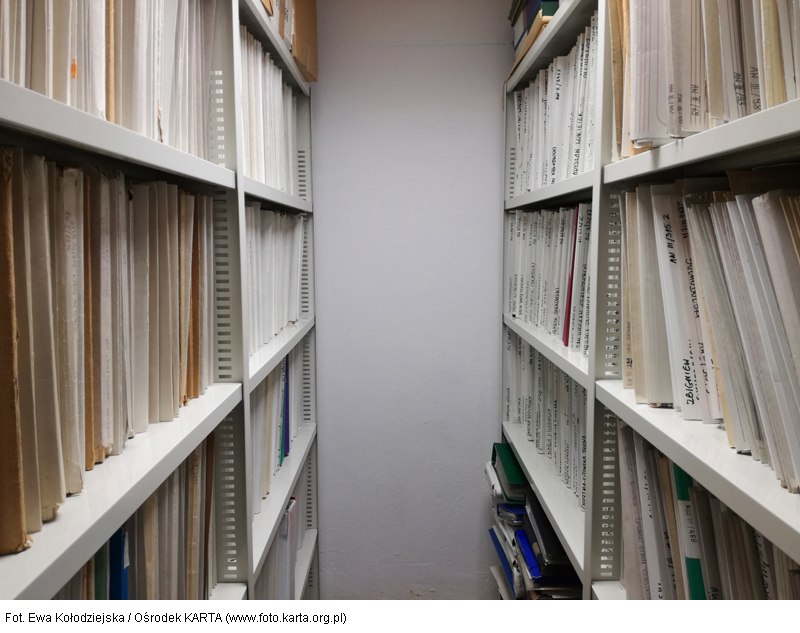
Regały z materiałami archiwalnymi Archiwum Wschodniego Ośrodka KARTA

Archiwum Wschodnie (AW) – archiwum społeczne gromadzące materiały archiwalne dotyczące losów obywateli polskich pod okupacją sowiecką i na terenach ZSRR, w więzieniach, łagrach, na zesłaniu, historii Kresów Wschodnich II RP oraz podziemia zbrojnego w Polsce powojennej.

## Dzieje Archiwum Wschodniego

### Działalność „w podziemiu” (lata 1987–1990)
Archiwum Wschodnie zostało zainicjowane w Warszawie w listopadzie 1987 roku przez środowisko pisma podziemnego „Karta”. W spotkaniu inauguracyjnym, które odbyło się w warszawskim mieszkaniu właściciela pracowni fotograficznej Wiesława Krasnodębskiego, wzięły udział osoby reprezentujące Instytut Europy Wschodniej, grupę akowców-łagierników skupionych wokół Wiesława Krasnodębskiego, Obywatelski Komitet Poszukiwań Mieszkańców Suwalszczyzny Zaginionych w Lipcu 1945, Wydawnictwo „Spotkania”, Wydawnictwo Społeczne „KOS”, Wydawnictwo „Przedświt” oraz „Kartę”. Część instytucji wycofała się jednak ze stałej współpracy. Ostatecznie Archiwum Wschodnie stało się federacją pojedynczych osób (inspirowanych do działań przez Zbigniewa Gluzę), które nie reprezentowały pierwotnych instytucji, ale tworzyły nowe środowisko. Archiwum Wschodnie przybrało postać ogólnopolskiego ruchu społecznego na rzecz ratowania pamięci o nieobecnej w życiu publicznym PRL – „wschodniej” historii Polski. Po dwóch miesiącach od jego założenia zaangażowanych w działalność Archiwum było już kilkadziesiąt osób. Jedną z najważniejszych osób kierujących Archiwum stała się Małgorzata Giżejewska. Od grudnia 1987 były tworzone kolejne oddziały w innych miastach: Poznaniu, Wrocławiu, Lublinie, Białymstoku. Po roku działalności Archiwum Wschodnie posiadało już dwanaście filii.
Archiwum Wschodnie utrzymywało się ze składek społecznych i dotacji przekazanych przez podziemne struktury naukowe: Komitet Kultury Niezależnej, Społeczny Komitet Nauki i inne.
Podstawowym celem działalności Archiwum Wschodniego było gromadzenie na możliwie szeroką skalę świadectw indywidualnych – relacji (nagrań), wspomnień, dokumentów, fotografii, po to, aby przerwać trwające 40 lat milczenie wokół spraw ważnych dla polskiej historii i tożsamości. Początkowo nie istniało jedno centralne miejsce przechowywania zbiorów. Ludzie przekazywali ocalone przez siebie ślady „wschodniej” przeszłości, które trafiały do różnych nieznanych Służbie Bezpieczeństwa mieszkań i były zwykle chowane w tapczanach.
Konieczność porządkowania zbiorów, które były przechowywane w rozproszeniu oraz zamysł, aby dotrzeć do informacji o represjonowanych obywatelach polskich pod okupacją sowiecką i ustalenie ich nazwisk i losów, stały się początkiem późniejszego projektu dokumentacyjno-badawczego podjętego przez środowisko skupione wokół „Karty” i Archiwum Wschodniego, który otrzymał nazwę „Indeks Represjonowanych”.
Upublicznienie informacji o istnieniu Archiwum nastąpiło w październiku 1988 roku na łamach „Tygodnika Mazowsze”. Na przełomie 1989/1990 roku Archiwum Wschodnie było obecne w programie telewizyjnym „Dawniej niż wczoraj”, w którym pracownicy Archiwum informowali o prowadzonych działaniach.

### Działalność legalna (lata 1990–1996)

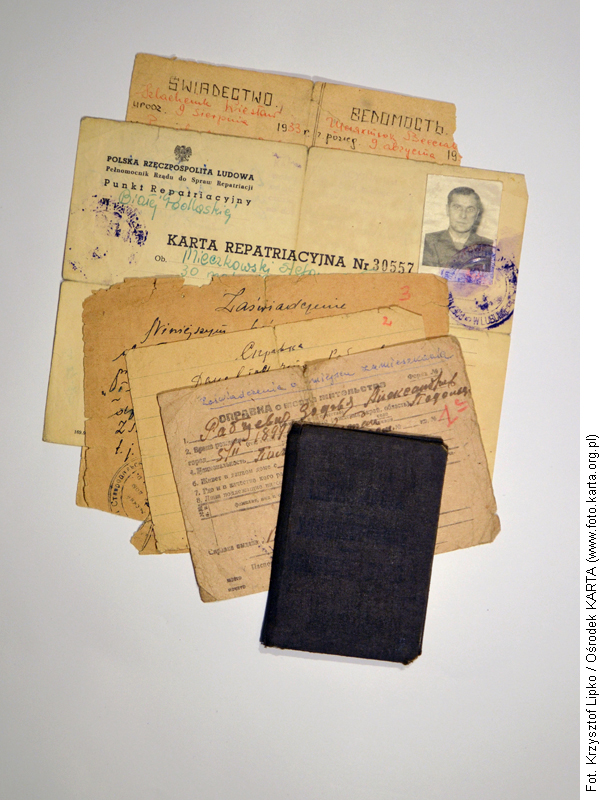
Materiały archiwalne przechowywane w Archiwum Wschodnim Ośrodka KARTA

Legalną działalność dokumentacyjno-archiwalną Archiwum Wschodnie rozpoczęło w lutym 1990 roku po zarejestrowaniu Fundacji Archiwum Wschodniego. Równolegle została wtedy też zarejestrowana Fundacja KARTA. Funkcję prezesa obu fundacji przyjął Zbigniew Gluza. Pod koniec 1991 roku środowisko Archiwum Wschodniego i KARTY postanowiło objąć obie fundacje jedną nazwą – Ośrodek KARTA. Ostatecznie formalne połączenie obu fundacji nastąpiło w 1996 roku. Nowa instytucja przyjęła nazwę Fundacja Ośrodka KARTA.
Archiwum Wschodnie początkowo mieściło się w lokalu przy ul. Kruczej, udostępnionym przez Radę Ochrony Pamięci Walk i Męczeństwa, następnie przy Krakowskim Przedmieściu, od 1992 roku również przy ul. Odolańskiej, ostatecznie przenosząc się w 1993 roku z różnych tymczasowych siedzib na ul. Narbutta 29.

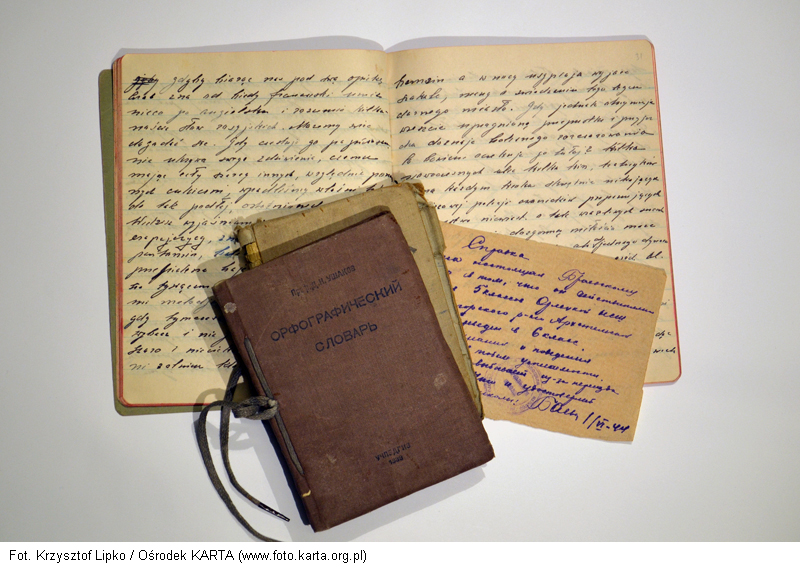
Materiały archiwalne przechowywane w Archiwum Wschodnim Ośrodka KARTA

Archiwum Wschodnie gromadziło wspomnienia, relacje, dokumenty, pamiętniki, mapy, zdjęcia, nagrania, eksponaty muzealne, otrzymując je od osób prywatnych. Najważniejsza część zbiorów Archiwum Wschodniego dotyczyła historii Kresów Wschodnich, losów obywateli polskich w ZSRR i pod okupacją sowiecką oraz przesiedleń po II wojnie światowej.
Oprócz pozyskiwania źródeł archiwalnych Archiwum Wschodnie prowadziło również inną działalność. Zorganizowało kilka konkursów pamiętnikarskich, m.in.:
- „Wschodnie piętno najnowszej historii Polski”, 1991 rok, współorganizatorzy: Polskie Towarzystwo Historyczne, Związek Sybiraków, Światowy Związek Żołnierzy AK;

- „Kresy Wschodnie pod okupacjami 1939–45”, 1993 rok, współorganizator: Samodzielna Pracownia Dziejów Ziem Wschodnich II RP Instytutu Studiów Politycznych PAN.

W kwietniu 1992 został zorganizowany przez środowisko Archiwum Wschodniego i „Karty” „Tydzień Sumienia w Polsce”. W czerwcu 1993 odbył się „Tydzień Sumienia w Londynie”, którego współorganizatorem był komitet Archiwum Wschodniego działający w Londynie.

### Działalność oddziałów terenowych Archiwum Wschodniego

#### Oddział Archiwum Wschodniego we Wrocławiu
Oddział Archiwum Wschodniego we Wrocławiu powstał w grudniu 1987 roku.
W kwietniu 1990 roku zorganizował międzynarodową konferencję „System komunistyczny a Polacy 1939-45. Terror i opór”, która odbyła się na Uniwersytecie Wrocławskim. Na początku lat 90. oddział Archiwum Wschodniego we Wrocławiu przestał działać, a jego zbiory archiwalne zostały przeniesione do Archiwum Wschodniego w Poznaniu (Archiwum Zachodniego).

#### Oddział Archiwum Wschodniego w Poznaniu (Archiwum Zachodnie)
Oddział Archiwum Wschodniego w Poznaniu powstał pod koniec 1987 roku. Jego założycielką i kierowniczką w latach 1987–1991 była Barbara Fabiańska.
W październiku 1992 poznańska grupa Archiwum Wschodniego wspólnie z Ośrodkiem KARTA utworzyła Archiwum Zachodnie, które stało się samodzielną filią. Szefową Archiwum Zachodniego była Barbara Fabiańska. Archiwum Zachodnie nagrywało świadków historii oraz zbierało relacje i dokumenty dotyczące spraw polsko-niemieckich, ziem zachodnich i północnych oraz mniejszości narodowych zamieszkujących tamte tereny. W 1994 roku zorganizowało konkurs pamiętnikarski „Wysiedlenie – wspólne doświadczenie narodów”, na który zostało nadesłane 188 prac. Po kilku latach Archiwum Zachodnie przestało działać, a jego zbiory zostały przeniesione do Archiwum Wschodniego w Warszawie.

#### Oddziały Archiwum Wschodniego poza granicami Polski
Po 1989 roku materiały były zbierane również w środowiskach polskich za granicą: w Wielkiej Brytanii (Londyn), Rosji (Moskwa), USA i Kanadzie.

## Zasób Archiwum Wschodniego

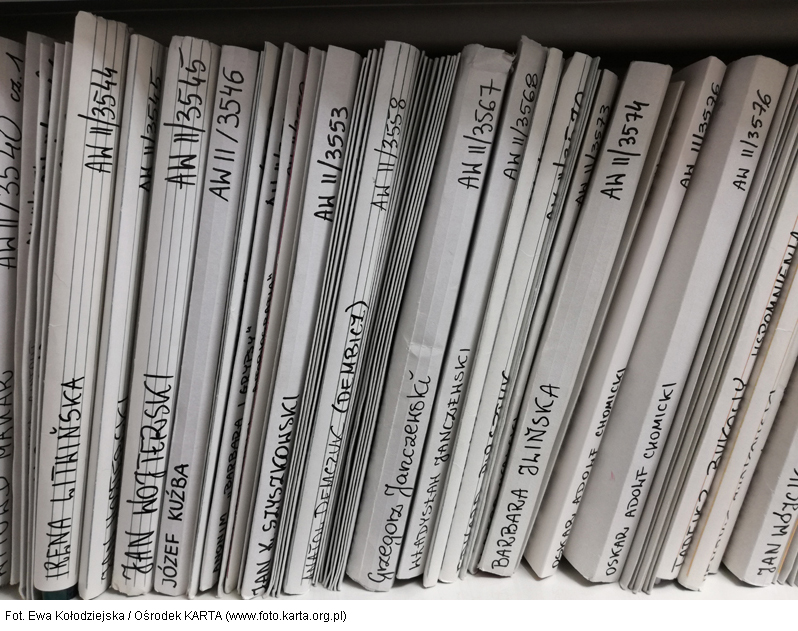
Teczki z materiałami archiwalnymi przechowywanymi w Archiwum Wschodnim Ośrodka KARTA

Obecnie Archiwum Wschodnie działa w ramach Fundacji Ośrodka KARTA jako profesjonalnie prowadzony zbiór archiwalny do badań losów ludności polskiej na Kresach Wschodnich II RP oraz pod okupacją sowiecką i w ZSRR do lat 50. Na zasób Archiwum Wschodniego składa się ponad 7500 jednostek archiwalnych zajmujących około 60 metrów bieżących półek, w tym:
- nagrane i spisane relacje (1587);

- wspomnienia i dzienniki – w tym plon konkursów (4187);

- opracowania (646);

- wykazy Polaków i obywateli polskich represjonowanych w ZSRR, pod okupacją sowiecką lub w okresie instalowania władzy komunistycznej w Polsce (505);

- kolekcje osobiste – dokumenty, notatki, listy, fotografie, pamiątki, rysunki (744);

- kopie polskich zbiorów Instytutu Hoovera w Stanford (USA) – fragmenty kolekcji Andersa, Ministerstwa Informacji i Dokumentacji, Ambasady RP w Kujbyszewie oraz Instytutu Sikorskiego w Londynie (3 mb);

- kopie dokumentów sowieckich dotyczących represji na obywatelach polskich z archiwów Rosji, Białorusi i Ukrainy pozyskanych w ramach międzynarodowego programu „Wspólne miejsce – Europa Wschodnia” (3 mb);

- muzealia – pamiątki z zesłania i łagrów (większość w stałym depozycie w Muzeum Niepodległości w Warszawie).

## Publikacje
- Archiwum Wschodnie. Kolekcja relacji, red. M. Bronowicki, t. 1, Ośrodek KARTA, Warszawa 2006
- Archiwum Wschodnie. Kolekcje osobiste. Kolekcja wspomnień Komisji Historycznej Zarządu Głównego Związku Sybiraków, red.: A. Dzienkiewicz, J. Michałowska, E. Rybarska, t. 2, Ośrodek KARTA, Warszawa 2008